# 원형 공산 오차
원형 공산 오차(CEP, circular error probability)는 미사일이나 폭탄의 명중 정도를 나타내는 용어로 통상의 미사일에 대해서는 별로 사용되지 않고, 주로 탄도 미사일이나 유도 폭탄에 대해서 사용된다. CEP는 폭탄 등이 투하되었을 경우, 그 중의 반수가 명중하는 원의 반경을 가리킨다. 즉 10발 공격했을 때 5발이 들어가는 원을 그렸을 때 그 반경이 5m이라고 하면 CEP는 5m라고 한다.